# Mariliendre
Mariliendre ist eine spanische Dramedy- und Musical-Fernsehserie, die am 27. April 2025 auf der Streaming-Plattform Atresplayer veröffentlicht wurde.

## Handlung
Meri Román war früher eine schillernde Persönlichkeit in der queeren Szene Madrids. Nach einer längeren Pause vom Nachtleben wird sie durch ein familiäres Ereignis gezwungen, sich erneut mit ihrer Vergangenheit auseinanderzusetzen. Dabei begegnet sie alten Freunden, verarbeitet Erinnerungen und stellt sich den Herausforderungen eines veränderten Umfelds.

## Hintergrund
„Mariliendre“ ist ein spanischer Spitzname für die beste Freundin eines homosexuellen Mannes.

## Produktion
Mariliendre wurde als Abschlussveranstaltung des 28. Festival de Málaga präsentiert. Die Serie ist eine Koproduktion von Atresmedia TV und Suma Content. Verantwortlich für die Regie waren Javier Ferreiro, Paloma Rando und Carmen Aumedes.
Gedreht wurde im Sommer 2024 in Madrid. Weitere Szenen entstanden in der Stadt Alcorcón.

## Rezeption
Für Variety ist die opulente und im spanischen Fernsehen seltene Musical-Serie Spaniens Antwort auf La La Land. Es sei ein hochgelobtes weiteres Stück der spanischen Serienmanie.
Fernsehserien.tv urteilt:

„"Mariliendre" überzeugt mit einer charmanten Mischung aus Drama, Musik und Komödie, die sowohl Leichtigkeit als auch Tiefgang bietet. Besonders hervorzuheben ist die authentische Darstellung von Freundschaft und persönlichen Veränderungen. Die musikalischen Elemente sind geschmackvoll integriert und unterstützen die emotionale Entwicklung der Charaktere. Blanca Martínez Rodrigo brilliert in ihrer Rolle als Meri Román und trägt die Geschichte mit großer Hingabe. Die bildgewaltige Inszenierung der Madrider Szene verleiht der Serie zusätzlich Atmosphäre. Trotz kleinerer Längen in der Mitte bleibt die Serie insgesamt fesselnd.“

## Episodenliste
| Nr. (ges.) | Nr. (St.) | Deutscher Titel | Originaltitel                                 | Erstausstrahlung Spanien | Deutschsprachige Erstausstrahlung () |
| ---------- | --------- | --------------- | --------------------------------------------- | ------------------------ | ------------------------------------ |
| 1          | 1         | -               | Y yo sigo aquí                                | 27. Apr. 2025            | -                                    |
| 2          | 2         | -               | Lo que te conté mientras te subía la pastilla | 4. Mai 2025              | -                                    |
| 3          | 3         | -               | La que pasó, pasó                             | 11. Mai 2025             | -                                    |
| 4          | 4         | -               | Escondidos                                    | 18. Mai 2025             | -                                    |
| 5          | 5         | -               | No te vistas que es mejor no ir               | 25. Mai 2025             | -                                    |
| 6          | 6         | -               | Siempre serás una travesti                    | 1. Juni 2025             | -                                    |